# ليندا سوزانا روبنسون
ليندا سوزانا روبنسون (بالإنجليزية: Lynda Suzanne Robinson)‏ (6 يوليو 1951، أماريلو في الولايات المتحدة)؛ كاتِبة وروائية أمريكية. درست في جامعة تكساس في أوستن.